# سجى كمال
سجى كمال لاعبة كرة قدم سعودية، لعبت مع نادي أرسنال للسيدات عام 2013، وهي أول لاعبة سعودية تدخل موسوعة غينيس للأرقام القياسية لمشاركتها في مباراة كرة قدم على أعلى قمة جبل كليمنجارو عام 2017.

## نُبذة
من مواليد الشرقية في المملكة العربية السعودية، لعبت ضمن أندية كرة قدم عدة في البحرين، والإمارات، والولايات المتحدة، والمملكة المتحدة، وهي أول سعودية تلعب في نادي أرسنال للسيدات. إضافة إلى أنها: خريجة علوم سياسية وإدارة أعمال، وعملت في أرامكو، كما أنها مستشار في (PWC) إحدى أكبر شركات الخدمات المهنية الرائدة في العالم، وممثل علاقات في مؤسسة الملك خالد الخيرية، وحاصلة على ماجستير في إدارة مشاريع من جامعة نورث إيسترن، وهي ناشطة اجتماعية للأمراض النفسية العقلية في مستشفى الظهران، وأمين سجل وإداري متطوع بشركة قدوة في دبي عام 2013.